# Блуждающие огни (фильм)
«Блуждающие огни» (1917) — художественный немой фильм Петра Чардынина. Вышел на экраны 23 ноября 1917 года. Фильм не сохранился. 

## Сюжет
Экранизация одноимённой популярной в конце XIX—начале XX в. пьесы Л. Н. Антропова. Содержание пьесы известно из книги «Литературные связи Чехова» (1989).
Молодая эффектная вдова, живущая на содержании дельца Диковского, влюблена в Холмина. Диковский, желая избавиться от любовницы, убеждает Холмина жениться на ней. Тот поначалу соглашается, но затем делает предложение её сестре Лёле (Елене). Через некоторое время Холмин  начинает испытывать скуку рядом с простодушной женой. Тем временем отвергнутая вдова становится знаменитой артисткой. Она по-прежнему влюблена в Холмина, тот сожалеет о разрыве с ней и уходит от жены, покаявшись в том, что не дал Лёле счастья. В финале Холмин, окончательно запутавшись в своих отношениях, решает всё развязать самоубийством и  застреливается из револьвера.

## В ролях
| Актёр             | Роль             |
| ----------------- | ---------------- |
| Вера Холодная     | Лидия            |
| К. Алексеева      | Елена, её сестра |
| Владимир Максимов | Холмин           |
| Иван Худолеев     | Диковский        |

## Критика
Кинокритик Веронин (Валентин Туркин) в своей рецензии в «Кино-газете» (1918, № 22) отнёс фильм к «хорошим большим картинам». Он написал, что в фильмах «Блуждающие огни» и «Женщина, которая изобрела любовь» Вера Холодная «была хороша», но местами «овладевает чувство досады».

В «Блуждающих огнях» артистке определенно не удаётся сцена встречи с брошенным ею любовником, и неубедительность её игры тем резче бросается в глаза, что вспоминается другая, аналогичная сцена в изменённых, правда, положениях — в картине «Огонь», где героиню играет Пина Меникелли. Пина Меникелли чувствует, умеет и играет. Вера Холодная — чувствует, подчиняется режиссёру и робко импровизирует.